# Strophanthus zimmermannianus
Strophanthus zimmermannianus är en oleanderväxtart som beskrevs av Monachino. Strophanthus zimmermannianus ingår i släktet Strophanthus och familjen oleanderväxter. Inga underarter finns listade i Catalogue of Life.